# Rio Canoas (vattendrag i Brasilien, lat -20,22, long -47,23)
Rio Canoas är ett vattendrag i Brasilien. Det ligger i den sydöstra delen av landet, 500 km söder om huvudstaden Brasília.
I omgivningarna runt Rio Canoas växer huvudsakligen savannskog. Runt Rio Canoas är det glesbefolkat, med 13 invånare per kvadratkilometer.